# Lough Gash Turlough SAC
Lough Gash Turlough SAC este o arie protejată (arie specială de conservare — SAC, sit de importanță comunitară — SCI) din Irlanda întinsă pe o suprafață de 25,58 ha, integral pe uscat.

## Localizare
Centrul sitului Lough Gash Turlough SAC este situat la coordonatele 52°45′28″N 8°54′04″W / 52.757654°N 8.901078°V.

## Înființare
Situl Lough Gash Turlough SAC a fost declarat sit de importanță comunitară în noiembrie 1997 pentru a proteja 6 specii de animale. Situl a fost protejat și ca arie specială de conservare în februarie 2018.

## Biodiversitate
Situată în ecoregiunea atlantică, aria protejată conține 2 habitate naturale: Turlough, Râuri cu maluri nămoloase cu vegetație de Chenopodion rubri p.p. și Bidention p.p..
La baza desemnării sitului se află mai multe specii protejate de  păsări (6): rață mare (Anas platyrhynchos), rață pestriță (Anas strepera), rață-cu-cap-castaniu (Aythya ferina), rața moțată (Aythya fuligula), lișiță (Fulica atra), becațină comună (Gallinago gallinago).
Pe lângă speciile protejate, pe teritoriul sitului au mai fost identificate 1 specie de plante, 1 specie de păsări.